# Dominicus College

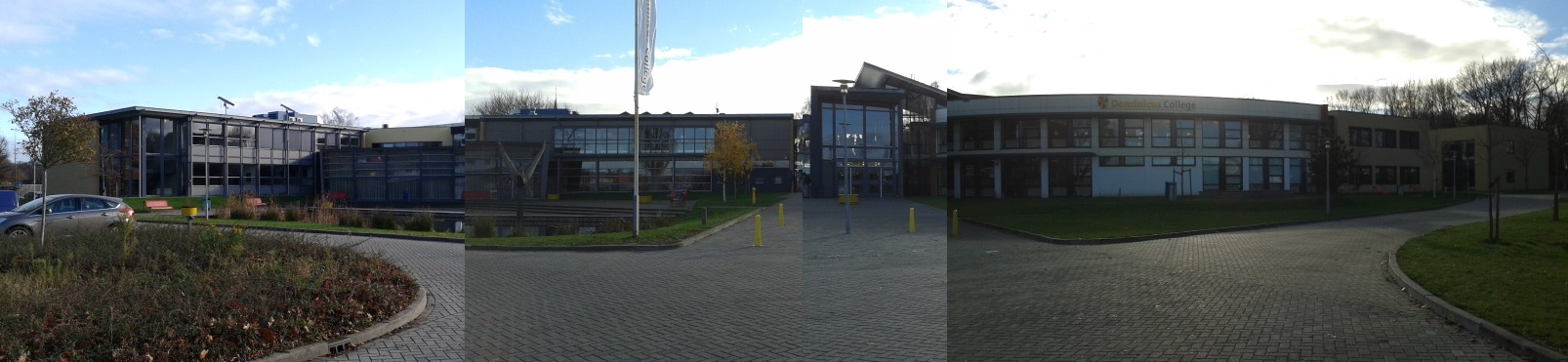
Het Dominicus College, vooraanzicht vanaf de Energieweg

Het Dominicus College te Nijmegen was een kleinschalige middelbare school voor havo, atheneum en gymnasium aan de westkant van de stad. De school was gehuisvest aan de Energieweg. 
Het Dominicus College telde ongeveer 850 leerlingen en was onderdeel van Alliantie Voortgezet Onderwijs voor Nijmegen en het Land van Maas en Waal.
De school sloot haar deuren definitief in augustus 2024. Overgebleven leerlingen werden op andere middelbare scholen in de regio ondergebracht.

## Geschiedenis
In 1856 werd het Dominicus College Nijmegen opgericht door pastoor Dominicus van Zeeland (Daniel Josephus van Zeeland), overste van het dominicanenklooster in Nijmegen en pastoor van Neerbosch, en later van de kerk aan de Broerstraat. Lange tijd was het een kleinseminarie, eerst gevestigd in het dominicanenklooster aan de voornoemde Broerstraat, en vanaf 1877 aan de Lange Nieuwstraat. 
In 1927 verhuisden klooster en school naar een nieuwbouw ontworpen door Eduard Cuypers op het voormalige landgoed "De Witte Poort" aan de Dennenstraat en Energieweg in Neerbosch. Oorspronkelijk was het Dominicus College een kostschool, en tot in de jaren 70 had het College intern wonende leerlingen in opleiding voor het geestelijk ambt bij de paters en broeders dominicanen. Naast het gymnasium kwam een HBS voor leerlingen uit de stad Nijmegen. Meisjes werden voor het eerst toegelaten in 1967. Tot in in de jaren 80 was een deel van de leraren dominicaan of dominicaan geweest. Aan het einde van de 20e eeuw verdwenen de paters langzaam maar zeker, een daarmee hun karakteristieke witte habijten.
In 1992 werd het gebouw van Cuypers gesloopt ten behoeve van woningbouw, op de monumentale kapel na, die echter in het jaar daarop door brand verloren ging. Met de nieuwbouw van de school was al eerder begonnen. In 1995 ging de school samen met Scholengemeenschap Nijmegen-West. 
In november 2003 kwam de school landelijk in het nieuws, naar aanleiding van de moord op Maja Bradarić. 
In 2007 slaagden twee leerlingen van het gymnasium erin om het meest magische vierkant ooit te ontwerpen, het zogenaamde HSA-Vierkant. 
Eind 2009 kwam ook de afdeling de Monnikskap, voorheen gevestigd op het terrein van de Sint Maartenskliniek, naar de Energieweg. De afdeling was gehuisvest in een nieuw aangebouwd deel. 
In 2016 vierde de school haar 160-jarige bestaan.

### Monnikskap
De school had een aparte afdeling voor leerlingen met een fysieke beperking of chronische ziekte, genaamd de Monnikskap. Hiermee was het Dominicus College de enige reguliere VO-school in Nederland die zich erop richtte om leerlingen met een lichamelijke beperking en/of chronische ziekte een havo- of vwo-diploma te laten halen.

### Zonder Oefening Weerloos (ZOW)
Op het Dominicus College werd een sportvereniging voor leerlingen opgericht, Zonder Oefening Weerloos, afgekort ZOW. Deze vereniging was actief in tennis, voetbal, schaken, zwemmen en hockey. De afkorting ZOW verwijst tevens naar "zwart op wit", het oude sporttenue van de school. 
In 1963 werd de hockeyafdeling zelfstandig en ging verder als Mixed Hockey Vereniging ZOW, tot de fusie met Quick in 2006 tot QZ. Ook de andere takken werden zelfstandige clubs. De tennisvereniging is later ook met Quick samengegaan. De voetbalafdeling werd opgeheven.

## Fusie met Kandinsky College en sluiting
Eind maart 2021 maakten de besturen van de Scholengroep Rijk van Nijmegen en de Alliantie VO het intentiebesluit openbaar om een fusie te realiseren van het Dominicus College en het Kandinsky College. Directe aanleiding was het teruglopend aantal leerlingen op beide scholen en de wens om inhoudelijk samen te werken aan onderwijsontwikkeling.
Al snel bleek dat de leerlingen en vele betrokkenen van de school het niet eens waren met het intentiebesluit. Er werd door leerlingen een protestactie georganiseerd, maar dit mocht uiteindelijk niet baten. Op 16 maart 2022 werd definitief besloten dat de school op 1 augustus 2024 zou sluiten.
Het Kandinsky College nam de Monnikskap over. Het Dominicus College werd overgenomen door het Mondial College.

## Bekende oud-leerlingen
- Nicolaas Apeldoorn (1908-1982) verzetsstrijder en geestelijke;
- Gustave Asselbergs (1938-1967) kunstschilder;
- Ank Bijleveld-Schouten politica, minister van Defensie (2017-2021);
- Marjolein Buis, rolstoeltennisster, 6e op de wereldranglijst enkel, 5e op de wereldranglijst dubbel, paralympisch medaillewinnaar;
- Roland Duong, tv-programmamaker;
- Lucky Fonz III, singer-songwriter;
- Jan de Groot (1848-1922) theoloog en filosoof, hoogleraar in de Thomistische Wijsbegeerte;
- Stan Hollaardt, dirigent en neerlandicus;
- Jan Hoogveld (1878-1942) filosoof en hoogleraar;
- Xander Hunfeld componist;
- Henk Jongerius (1941-2024), pater dominicaan en tekstschrijver;
- Frans Kellendonk (1951-1990) schrijver;
- Gijsbert Lovendaal (1847-1939) dichter;
- Arnold Maas (1909–1981) dominicaan, schilder en glazenier;
- Sander Meij (1980), schrijver en dichter
- Guus Mostart, intendant Nationale Reisopera;
- Herman van Run (1918-2012) journalist en radiomaker;
- Jaime Saleh voormalig gouverneur van de Nederlandse Antillen en bijzonder hoogleraar Constitutioneel Koninkrijksstaatsrecht aan de Universiteit Utrecht;
- Didie Schackman, Miss Nederland 1995;
- Alex van der Hulst, journalist;
- Bea Schouten politica, lid van de Provinciale Staten van Gelderland;
- Charl Schwietert voormalig televisiejournalist en zeer kortstondig staatssecretaris (1982);
- Peter Selbach voormalig profvoetballer;
- Ludovicus Theissling (1856-1925) Magister-generaal van de dominicaner orde (1916-1925);
- Ben Vermaseren (1912-1989) historicus;
- Petrus Verriet (1880-1948) apostolisch vicaris van Curacao;
- Hans Wagner, politicus, burgemeester;
- Fleur de Weerd, journalist.